# Compte Rendu de l'Association Francaise Pour l'Avancement des Sciences
Compte Rendu de l'Association Francaise Pour l'Avancement des Sciences (abreviado Compt. Rend. Assoc. Franc. Avancem. Sci.) es una revista con ilustraciones y descripciones botánicas que es editada en París desde el año 1872 hasta ahora.